# Liste der litauischen Botschafter beim Heiligen Stuhl
Liste der litauischen Gesandten und (seit 1992) Botschafter beim Heiligen Stuhl in Rom. Ein Großteil der Bevölkerung im Land sind Mitglieder der Römisch-katholischen Kirche.

## Missionschefs
Von 1940 bis 1990 wurden die Missionsleiter beim Heiligen Stuhl von der litauischen Exilregierung ernannt, und die Mission war Teil des sich zu dieser Zeit ebenso im Exil befindlichen auswärtigen Dienstes.
| Gesandte der Ersten Republik              |                               |                                                           |            |
| 1922: Aufnahme diplomatischer Beziehungen |                               |                                                           |            |
| Ernennung                                 | Name                          | Anmerkungen                                               | Abberufung |
| 1922                                      | Kazys Bizauskas               | (1893–1941), Gesandter                                    | 1923       |
| 1923                                      | k. A.                         |                                                           | 1927       |
| 1927                                      | Jurgis Šaulys                 | (1879–1948), Gesandter                                    | 1931       |
| 1931                                      | Stasys Lozoraitis             | (1898–1983), Geschäftsträger                              | 1932       |
| 1932                                      | Kazimieras Graužinis          | (1898–1962), Geschäftsträger                              | 1939       |
| 1939                                      | Stasys Girdvainis             | (1890–1970), Gesandter bis 1958, Geschäftsträger bis 1970 | 1970       |
| 1970                                      | Stasys Lozoraitis der Jüngere | (1924–1994) Geschäftsträger                               | 1985       |
| 1985                                      | Kazys Lozoraitis              | (1929–2007) Geschäftsträger                               | 1992       |
| Botschafter der Zweiten Republik          |                               |                                                           |            |
| Ernennung                                 | Name                          | Anmerkungen                                               | Abberufung |
| 1992                                      | Kazys Lozoraitis              | (1929–2007), Botschafter                                  | 2004       |
| 2004                                      | Algirdas Saudargas            | (* 1948), Botschafter                                     | 2008       |
| 2008                                      | Vytautas Ališauskas           | (* 1957), Botschafter                                     | 2012       |
| 2012                                      | Irena Vaišvilaitė             | (* 1954), Botschafterin                                   | 2017       |
| 2017                                      | Petras Zapolskas              | (* 1965), Botschafter                                     | 2022       |
| 2022                                      | Sigita Maslauskaitė-Mažlienė  | (* 1970), Botschafterin                                   | -          |